# James Pritchett
James Pritchett (Watford, 1º luglio 1982) è un calciatore neozelandese di origine britannica, difensore del Bay Olympic.
È il figlio dell'ex CT della Nazionale neozelandese Keith Pritchett.

## Biografia

### Club
Inizia la carriera professionistica nei Football Kingz e dopo una brevissima parentesi nelle serie minori inglesi, arriva nel 2004 all'Auckland City, in cui ha spesso indossato la fascia di capitano.

### Nazionale
Nel 1999 ha giocato nel Mondiale under-17. Con la nazionale maggiore ha esordito in Malaysia il 23 febbraio 2006  ed ha collezionato 6 presenze in tutto.

## Palmarès

### Club

#### Competizioni nazionali
- Campionato neozelandese di calcio: 7

Auckland City: 2004-2005, 2005-2006, 2006-2007, 2008-2009, 2013-2014, 2014-2015

#### Competizioni internazionali
- OFC Champions League: 7

Auckland City: 2006, 2008-2009, 2010-2011, 2011-2012, 2012-2013, 2013-2014, 2014-2015